# Lúcio Calpúrnio Bíbulo
Lúcio Calpúrnio Bíbulo (em latim: Lucius Calpurnius Bibulus; m. c. 32 a.C.) foi um político da gente Calpúrnia da República Romana. Era filho de Marco Calpúrnio Bíbulo, um inimigo implacável de Júlio César, com, possivelmente, Pórcia Catão, filha de Catão, o Jovem, o que é improvável.

## História
Os dois irmãos mais velhos de Lúcio foram mortos no Egito com os soldados deixados ali por Aulo Gabínio depois que ele restaurou Ptolemeu Auletes ao trono. Seu pai morreu em 48 a.C. de exaustão quando ainda era comandante da frota pompeiana contra os cesarianos na guerra civil de César. Depois do assassinato de Júlio César, Lúcio se aliou a Marco Júnio Bruto, que havia acabado de se casar com Pórcia, e serviu com ele na Batalha de Filipos. Depois da derrota dos assassinos de César, Lúcio se rendeu a Marco Antônio, que lhe ofereceu o comando de sua frota. Bíbulo foi mais tarde governador da Síria por ordem de Otaviano e morreu por volta de 32 a.C..